# Jean-Pierre Laffont
Pour les articles homonymes, voir Laffont.
Jean-Pierre Laffont (né le 29 janvier 1935 à Alger) est un photojournaliste basé à New York et membre fondateur des agences Gamma USA et Sygma Photo News, acquises en 1999 par le groupe Corbis,.

## Biographie
Né en 1935 en Algérie, Jean-Pierre-Laffont fait ses études secondaires qu'il termine en 1955 au Maroc.
En 1959, il est diplômé de la prestigieuse École de photographie des Arts et Métiers de Vevey, en Suisse.
En 1960, incorporé à l'École militaire d'infanterie de Cherchell pendant la guerre d'Algérie, il y sert comme Officier de Presse et commandera ensuite une section de harkis dans l’Oranais jusqu’en avril 1962.
De retour à Paris de 1962 à 1964, il est assistant de Sam Levin puis de Choura, photographes renommés pour leurs photos de célébrités. C'est au cours de cette période qu'il devient photographe de portraits et de mode, et travaille comme photographe de plateaux pour la MGM de Rome.
En 1965, il arrive aux États-Unis et commence sa carrière de photojournaliste à New York pour Status Magazine puis comme correspondant U.S. de l'agence française Reporters Associés.
En 1966, il épouse Éliane Lucotte et en 1970 à Nice naît leur fille Stéphanie, artiste qui réside actuellement à New York.
Il devient ensuite Premier Correspondant Etranger pour Gamma Press et en 1969 avec sa femme Éliane, ils ouvrent le bureau de Gamma Presse Images aux U.S,,. Il va couvrir les principaux événements américains de cette période - le mouvement des Droits Civils et les émeutes raciales, la guerre du Viêtnam, les démonstrations pour la Paix, pour les droits des femmes et pour l’affirmation des homosexuels, etc.
En 1973, avec sa femme Éliane, ils fondent l'agence Sygma Photo News,,. Il devient correspondant à la Maison Blanche et couvre “Watergate“ et le départ de Nixon. Puis Jean-Pierre photographie les grands événements internationaux au Japon, en Corée, en Afrique, en Inde, en Chine, au Moyen-Orient, en Pologne, en URSS, etc.
Pendant ces années, profondément ému par la souffrance endurée par les enfants, il réalise un grand reportage sur le travail des enfants à travers le monde. Ses photos sont le premier documentaire photo autour du monde et aideront à renforcer les règles de l'Unicef sur ce sujet.
En 1979, ce reportage lui vaut le prix Madeline Dane Ross de l'Oversea Press Club, le World Understanding Award de l'École de Journalisme de l'Université du Missouri et le General Picture News du World Press.
Pendant les années 1980, son travail se concentre principalement sur la crise des fermiers américains, les reportages traitant de la recherche scientifique et de l'économie globale, notamment en Europe de l'Est, en URSS, en Chine, en Inde et dans des pays du Tiers Monde.
Ses photos paraissent dans les principaux magazines internationaux : Time, Newsweek, New York Times, Paris Match, Figaro Magazine, Stern, Bunte, Epoca, London Sunday Times Magazine, Manchete, etc.
L'ensemble de sa carrière est récompensé par de nombreux prix.
En 1996, Jean-Pierre a une rétrospective de son travail à "Visa pour l’Image" à Perpignan où il est nommé chevalier des Arts et des Lettres.
En 1999, Corbis acquiert Sygma et Jean-Pierre Laffont est nommé directeur général de Corbis Sygma aux U.S.
En 2000, il quitte Corbis et devient directeur général de Gamma Press USA pour Hachette Filipacchi Media U.S.

## Prix et récompenses
- 1979 : World Press - Troisième Prix, General Picture News : « Les enfants au travail à travers le monde »[12]
- 1979 : Oversea Press Club - Madeline Dane Ross Award pour être le premier photographe à illustrer les conditions des enfants au travail dans le monde[13].
- 1980 : Premier Prix : New York Newspaper Guild - pour son reportage sur le travail des enfants[14].
- 1981 : University of Missouri - Premier Prix, École de Journalisme. Mention spéciale : World Understanding Award : « Les enfants au travail à travers le monde »[15]
- 1981 : World Press : Mention honorable : « Les enfants au travail à travers le monde »[16]
- 2016 : Festival de la Photographie de Pingyao (ShanXi, Chine). Nommé Photographe International de l'Année.
- 2020 : Visa d’or d’honneur du Figaro Magazine[17].

## Distinctions
- 1962 :  Croix de la Valeur militaire pour son action humanitaire pendant la Guerre d'Algérie.
- 1996 :  Chevalier de l'ordre des Arts et des Lettres
- 2023 :  Chevalier de la Légion d'honneur

## Rétrospectives et expositions
- 1996 : Visa pour l'Image (Perpignan, France) / rétrospective[18]
- 2012 : Visa pour l'Image (Perpignan, France) / projection de "Mon Algérie"[19]
- 2015 : Maison européenne de la photographie (Paris, France) / Tumultueuse Amérique
- 2016 : Biennale de Moscou au Manège (Moscou, Russie) / Tumultueuse Amérique
- 2016 : Tri Postal (Lille, France) / Tumultueuse Amérique
- 2016 : Festival de la photographie de Pingyao (ShanXi, Chine) / Tumultueuse Amérique
- 2016 : L'Arsenal (Metz, France) / Tumultueuse Amérique
- 2016 : Église de Merignac (Merignac, France) Exposition des Photographes de la M.E.P. : Les États-Unis.

## Publications
- 1976 : CB Bible, Porter Bibb - (Doubleday)
- 1981 : Women of Iron - (Playboy)
- 2008 : Jean-Pierre Laffont correspondant étranger - (C.D.P. - France)
- 2014 : Le paradis d’un photographe - Tumultueuse Amérique 1960-1990 - (Glitterati)[20]

## Contributeur
Contribution à la série A day in the Life - (Collins Publishers)
- 1983 : A day in the life of Hawaii[21]
- 1984 : A day in the life of Canada[22]
- 1985 : A day in the life of Japan[23]
- 1986 : A day in the life of America[24]
- 1987 : A day in the life of Spain[25]
- 1987 : A day in the life of the Soviet Union[26]
- 1989 : A day in the life of China[27]
- 1990 : A day in the life of Italy[28]
- 1991 : A day in the life of Ireland[29]
- 1992 : A day in the life of Hollywood[30]
- 1986 : The Long March - (Intercontinental Press)
- 1989 : Trois jours en France[31] - (Nathan - France)
- 1992 : America Then and Now[32] - (Cohen/HarperCollins)
- 1999 : Les 100 photos du siècle - (Éditions du Chêne)
- 2003 : America 24/7[33] - (NY State)
- 2011 : The New York Times Magazine: Photographs[34] - (Aperture Foundation)
- 2013 : 40 ans de photojournalisme - Génération Sygma[35] - (Éditions de La Martinière - France)
- 2016 : Une Histoire de photographes - 50 ans de Gamma - (Éditions de La Martinière - France)